# Aetheomorpha furcata
Aetheomorpha furcata es un coleóptero de la familia Chrysomelidae.
Fue descrita científicamente por primera vez en 2002 por Medvedev & Kantner.